# FC Einsiedeln
Der Fussballclub Einsiedeln ist ein Fussballclub in Einsiedeln im Kanton Schwyz in der Schweiz. Er spielte von 1983 bis 1991 in der 1. Liga, heute in der 3. Liga Regional.

## Geschichte
Gegründet wurde der FC Einsiedeln am 25. Juli 1958. Im selben Jahr wurde der erste Fussballplatz der Landis&Gyr-Platz (heutiger Name: Steinel-Platz) in Betrieb genommen. 1978 wurde der Fussballplatz Rappenmöösli eröffnet. 1995 wurde mit einer dreitägigen Feier ein zweiter Rasen-Fussballplatz, der Schlyffi-Platz eröffnet. Am 7. September 2002 wird mit einem feierlichen Festakt das neu erstellte Clubhaus Rappenmöösli des FCE offiziell eröffnet.

## Sportliches
Die erste Mannschaft startete 1958 in der 4. Liga. 1963 erfolgte der Aufstieg in die 3. Liga. 1976 gelang ein weiterer Aufstieg in die 2. Liga. 1983 stieg der FC Einsiedeln unter Spielertrainer Hermann Kälin nach einem Entscheidungsspiel in Wetzikon gegen den FC Amriswil in die 1. Liga auf. 1985 belegte der FC Einsiedeln unter Trainer Armin Hürlimann den ersten Rang in seiner Gruppe der 1. Liga. In den Aufstiegsspielen in die Nationalliga B scheiterte das Team trotz eines Siegs im Auswärtsspiel in Freiburg (1:0) wegen der Europacup-Formel (1:2-Heimniederlage) am FC Fribourg. 1991 folgte der Abstieg der ersten Mannschaft in die 2. Liga nach einer Niederlage im Entscheidungsspiel gegen den SC Veltheim. Die erste Mannschaft des FCE musste nach Jahren in der 2. Liga, in die 3. Liga absteigen. Nach vier Jahren in der 3. Liga kehrte der FC Einsiedeln 2008 zurück in die regionale 2. Liga. 2017 stieg der FCE dann in die 2. Liga interregional auf.